# بول كولين
بول كولين (بالإنجليزية: Paul Cullen)‏ (و. 1803 – 1878 م) هو كاهن كاثوليكي، من جمهورية أيرلندا، ولد في جزيرة أيرلندا، توفي في دبلن، عن عمر يناهز 75 عاماً.

## مناصب
تولى منصب رئيس أساقفة، والكاردينال.

## روابط خارجية
- بول كولين على موقع الموسوعة البريطانية (الإنجليزية)